# Yaprak

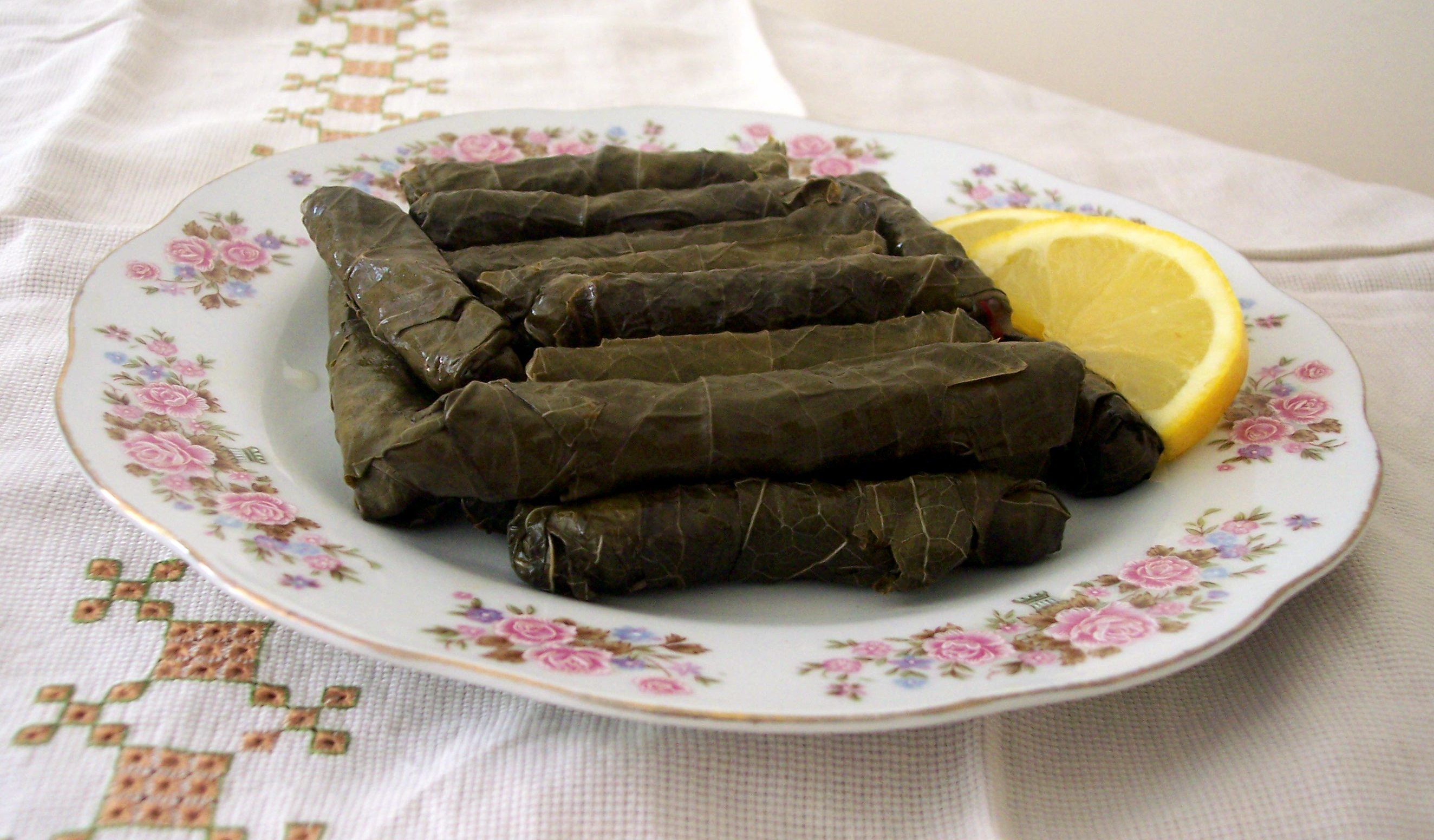
Yaprakes servidas

Yaprak (en eslavo, japrak; en árabe, يبرق yabrak o iabrak) es el nombre genérico para un alimento elaborado con hojas de parra, principalmente de una variedad de uva denominada uva sultana (que parecen una especie de col rizada), rellenas de carne de cerdo o cordero y arroz, más condimentos. Las comidas que contienen estos ingredientes se denominan de forma genérica Yaprak Sarma o Yaprak Dolma. El nombre proviene del turco yaprak que significa "hoja". En la gastronomía de los Balcanes se emplean las hojas de repollo en lugar de las hojas de parra. Suele servirse con yogur en la mayoría de los países balcánicos.